# Giga Texas
La Tesla Giga Texas (ou Gigafactory 5 ou Gigafactory Texas) est une usine de fabrication de Tesla, Inc. construite à Austin (Texas), aux États-Unis. 
La construction a débuté fin juillet 2020 et l'usine a été inaugurée par Elon Musk le 7 avril 2022.
L'usine sert également de siège social à la société.

## Histoire

### Choix de l'emplacement
La Gigafactory Texas est construite à Austin, au Texas, aux États-Unis.

### Début des travaux
La construction a débuté fin juillet 2020 ; elle a d'abord consisté en un important défrichage et terrassement de la zone marécageuse. Le premier pilier a seulement été posé mi-novembre 2020.

### Inauguration
Le 7 avril 2022, Elon Musk inaugure à Austin la nouvelle « gigafactory » Tesla, qui a déjà commencé à produire des Model Y fin 2021, en mode test en vue de la certification du site. Sa capacité sera de 500 000 voitures par an.

### Développement
En janvier 2023, Tesla annonce un investissement de 775 millions d'euros dans l'usine. 

## Production
Le site produit la Tesla Model Y et le Tesla Cybertruck. Le 15 décembre 2022, l'usine atteint une cadence de 3 000 unités par semaine.